# Бухарестський національний університет музики
Бухарестська національний університет музики — вищий державний музичний навчальний заклад, розташований в Бухаресті (Румунія).

## Видатні випускники
- Анджела Георгіу
- Єлена Черней